# Calliopsis flavifrons
Calliopsis flavifrons är en biart som beskrevs av Smith 1853. Calliopsis flavifrons ingår i släktet Calliopsis och familjen grävbin. Inga underarter finns listade.